# الحصين (حجر)

تعديل مصدري - تعديل

الحصين هي إحدى قرى عزلة الجول بمديرية حجر التابعة لمحافظة حضرموت، بلغ تعداد سكانها 730 نسمة حسب تعداد اليمن لعام 2004.